# Cerf du Cachemire
Cervus canadensis hanglu
Sous-espèce
Statut de conservation UICN

 CR  : 
En danger critique
Le Cerf du Cachemire, Cervus canadensis hanglu, également appelé hangul, est une sous-espèce de wapiti natif de l'Inde. On le trouve dans les denses forêts bordant les cours d'eau des hautes vallées et des montagnes de la vallée du Cachemire et du nord du district de Chamba dans l'Himachal Pradesh. Au Cachemire, il se trouve dans le parc national de Dachigam où il est protégé, mais ailleurs, il est plus exposé. Dans les années 1940, la population était comprise entre 3 000 et 5 000 individus, mais depuis lors, la destruction de l'habitat, le surpâturage par le bétail domestique et le braconnage ont réduit la population de façon spectaculaire. Autrefois supposé être une sous-espèce du cerf élaphe (Cervus elaphus), plusieurs études génétiques sur le génome mitochondrial ont révélé que le hangul fait partie du clade asiatique du wapiti (Cervus canadensis),,,. Toutefois l'UICN l'inclut dans le nouveau groupe du cerf rouge d'Asie centrale (en) (Cervus hanglu), le cerf du Cachemire étant la sous-espèce type (Cervus hanglu hanglu).

## Caractéristiques
La couleur de la robe du cerf du Cachemire est marron avec des taches sur les poils. Il a une tache claire sur la croupe interrompue par le noir de la queue. La face interne du postérieur et des cuisses est d'un blanc grisâtre. Chaque bois comprend cinq cors .

## Distribution et écologie
Le cerf du Cachemire vit par groupes de deux à dix-huit individus On le trouve dans les denses forêts bordant les cours d'eau des hautes vallées et des montagnes de la vallée du Cachemire et du nord du district de Chamba dans l'Himachal Pradesh. Au Cachemire, il se trouve dans le parc national de Dachigam, à des altitudes supérieures à 3 000 mètres, où il est protégé, mais ailleurs, il est plus exposé. On le trouve aussi dans le Rajparian Wildlife Sanctuary (en) du district d'Anantnag, dans la réserve d'Overa Aru (en), dans la Sind Valley (en) et dans les forêts de Kishtwar et de Bhaderwah (en).

## Menace et conservation
L'espèce comptait environ 5 000 animaux au début du XXe siècle. Elle est menacée d'extinction en raison de la destruction de son habitat, du surpâturage par le bétail domestique et du braconnage. En 1970, ce nombre avait chuté à 150 animaux. Cependant, l'État du Jammu-et-Cachemire, l'UICN et le WWF ont élaboré un projet pour la protection de ces animaux. Connu sous le nom de Project Hangul, il a donné d'excellents résultats et la population a augmenté pour atteindre 340 individus en 1980.
L'animal se bat pour sa survie dans son dernier bastion : il est maintenant dispersé dans les 141 km2 du parc national de Dachigam situé sur les contreforts de la chaîne du Zabarwan (en), à la périphérie de Srinagar. Connu pour ses magnifiques bois de 11 à 16 pointes, le hangul était autrefois largement distribué dans les montagnes du Cachemire. Au cours des années 1940, leur nombre était estimé entre 3 000 et 5 000. D'après le recensement de 2008, il n'en existait plus qu'environ 160. La campagne de recensement de la population du Hangul dans et autour de son habitat de la vallée du Cachemire réalisée en 2015 a décompté un nombre de 186 individus.
Comme le markhor et plusieurs autres espèces, il a totalement disparu de la partie pakistanaise du Cachemire où il était autrefois très présent, sa migration étant rendue impossible par l'infranchissable barrière constituée de rangs de barbelés de 2 à 4 mètres de hauteur érigée en 2007 sur la ligne de contrôle de la frontière entre l'Inde et le Pakistan pour empêcher l'infiltration des groupes armés séparatistes dans le conflit indo-pakistanais.
Une étude récente menée à l'aide de colliers émetteurs a révélé que l'espèce n'était plus confinée dans l'enceinte du parc national Dachigam. L'espèce en danger a maintenant commencé à utiliser une ancienne route migratoire qui s'étend de la vallée du Sind jusqu'à Tulail dans la vallée de Gurez. Le corridor est connu pour avoir été emprunté pour la dernière fois au début des années 1900.